# ربا (جبل)
جبل رُبَا (بضم الراء المهملة وفتح الباء الموحدة التحتية، ثم ألف ممدودة في آخرها) هو جبل متوسط الارتفاع يقع في تهامة في ديار قبيلة بلقرن في محافظة العرضيات في منطقة مكة المكرمة في المملكة العربية السعودية، ويقع شمال قرى نقمة من بلقرن ويفصل بينهم وبين قبيلة شمران. يشتهر الجبل بوجود العديد من الحيوانات المفترسة مثل الفهد والذئب والضبع، وبعض حيوانات الصيد مثل الوبارة، وبوجود العديد من الكهوف الكبيرة معتدلة الحرارة صيفاً والتي كانت ملاذاً لسكان القرى قبل وصول الكهرباء.